# Кардвелл (Міссурі)
Кардвелл (англ. Cardwell) — місто (англ. city) в США, в окрузі Данкін штату Міссурі. Населення — 561 особа (2020).

## Географія
Кардвелл розташований за координатами 36°2′51″ пн. ш. 90°17′27″ зх. д. / 36.04750° пн. ш. 90.29083° зх. д. (36.047480, -90.290905).  За даними Бюро перепису населення США в 2010 році місто мало площу 1,63 км², уся площа — суходіл.

## Демографія
Згідно з переписом 2010 року, у місті мешкало 713 осіб у 317 домогосподарствах у складі 180 родин. Густота населення становила 437 осіб/км².  Було 386 помешкань (237/км²).
Расовий склад населення:
| - 96,4 % — білих - 0,4 % — чорних або афроамериканців - 0,3 % — корінних американців - 1,1 % — осіб інших рас |

До двох чи більше рас належало 1,8 %. Частка іспаномовних становила 3,4 % від усіх жителів.
За віковим діапазоном населення розподілялося таким чином: 25,0 % — особи молодші 18 років, 58,5 % — особи у віці 18—64 років, 16,5 % — особи у віці 65 років та старші. Медіана віку мешканця становила 39,5 року. На 100 осіб жіночої статі у місті припадало 100,8 чоловіка;  на 100 жінок у віці від 18 років та старших — 95,3 чоловіка також старших 18 років.
Середній дохід на одне домашнє господарство  становив 35 153 долари США (медіана — 28 807), а середній дохід на одну сім'ю — 39 101 долар (медіана — 33 750). Медіана доходів становила 28 833 долари для чоловіків та 26 667 доларів для жінок. За межею бідності перебувало 38,1 % осіб, у тому числі 64,4 % дітей у віці до 18 років та 10,4 % осіб у віці 65 років та старших.
Цивільне працевлаштоване населення становило 252 особи. Основні галузі зайнятості: роздрібна торгівля — 28,2 %, виробництво — 26,6 %, освіта, охорона здоров'я та соціальна допомога — 15,9 %, будівництво — 11,1 %.